# Michelle Gisin
Michelle Gisin (* 5. Dezember 1993 in Samedan) ist eine Schweizer Skirennfahrerin, die im alpinen Ski-Weltcup in allen Disziplinen ausser Slalom antritt. Der grösste Erfolg ihrer Karriere ist der Olympiasieg 2018 in der Alpinen Kombination, den sie 2022 wiederholen konnte.

## Biografie
Gisin besuchte die Sportmittelschule Engelberg. Eine Woche vor ihrem 16. Geburtstag nahm sie im November 2008 erstmals an FIS-Rennen teil. Während sie in ihrer ersten Saison vor allem in den schnellen Disziplinen Abfahrt und Super-G gute Ergebnisse erzielte, verlagerte sie ihr Augenmerk in den darauf folgenden zwei Saisons hauptsächlich auf Slalom und Riesenslalom. Ab Januar 2010 kam sie im Europacup zum Einsatz, blieb aber zunächst ohne Punkte. Den ersten Sieg in einem FIS-Rennen erzielte sie am 3. Januar 2011, als sie in Morzine einen Riesenslalom gewann. Zum Abschluss der Saison 2011/12 wurde sie in Zinal Schweizer Juniorenmeisterin in der Super-Kombination.
Zu Beginn der Saison 2012/13 gelang Gisin eine deutliche Leistungssteigerung, als sie in ihrer mittlerweile stärksten Disziplin Slalom drei FIS-Rennen gewann und im Europacup erstmals unter die besten zehn fuhr. Aufgrund dieser Entwicklung erhielt sie die Gelegenheit, auch im Weltcup zu starten. Bei ihrer Weltcup-Premiere am 29. Dezember 2012 beim Slalom von Semmering qualifizierte sie sich sogleich für den zweiten Durchgang, schied aber kurz vor dem Ziel aus. Ihre ersten Weltcuppunkte holte sie am 15. Januar 2013 mit dem 9. Platz im Slalom von Flachau, mit bester Laufzeit im zweiten Durchgang. Sie nahm an den Weltmeisterschaften 2013 in Schladming teil und gewann bei den Juniorenweltmeisterschaften 2013 die Silbermedaille im Slalom. Am 10. Januar 2014 gelang ihr der erste Europacupsieg, als sie den Slalom von Melchsee-Frutt für sich entschied. Mit drei Siegen und drei weiteren Podestplätzen sicherte sie sich den ersten Platz sowohl in der Europacup-Gesamtwertung als auch in der Slalom-Disziplinenwertung. Beim Saisonfinal in St. Moritz gewann sie am 18. März 2016 im Schweizer Team den Mannschaftsbewerb vor Deutschland und Schweden.
Nachdem sie im Weltcup bisher fast ausschliesslich Slaloms gefahren war, ging Gisin in der Saison 2016/17 vermehrt in den schnellen Disziplinen an den Start. Am 16. Dezember gelang ihr mit Platz 2 in der Kombination von Val-d’Isère die erste Weltcup-Podestplatzierung ihrer Karriere. Einen Tag später startete sie am selben Ort erstmals überhaupt zu einer Weltcupabfahrt und klassierte sich überraschend sogleich als Siebte. Bei den Alpinen Skiweltmeisterschaften 2017 in St. Moritz gewann sie in der Kombination die Silbermedaille, wobei der Rückstand auf die Siegerin Wendy Holdener fünf Hundertstelsekunden betrug. Bereits zum Auftakt der Saison 2017/18 konnte Gisin in der 2. Abfahrt in Lake Louise am 2. Dezember 2017 den ersten Podestplatz in dieser Disziplin als Dritte feiern. Etwas überraschend folgte am 9. Dezember 2017 im Super-G von St. Moritz der zweite Podestplatz in der Saison 2017/18, als sie hinter ihrer Landsfrau Jasmine Flury den zweiten Platz belegte.
Bei den Olympischen Winterspielen 2018 in Pyeongchang gewann Gisin am 22. Februar 2018 die Goldmedaille in der Alpinen Kombination, vier Jahre, nachdem ihre Schwester Dominique Abfahrts-Olympiasiegerin geworden war. In Crans-Montana wurde Gisin Zweite in der Alpinen Kombination und schloss ihre bis dato erfolgreichste Saison mit einem siebten Platz in der Weltcup-Gesamtwertung ab.
Zu Beginn der Saison 2018/19 belegte Gisin bei den beiden Abfahrtsläufen in Lake Louise einmal den zweiten und einmal den dritten Platz. Nach einem Knorpelschaden und einer Kreuzbandzerrung musste sie die Saison Ende Januar abbrechen. In der Saison 2019/20 blitzte ihr Können mit dritten Plätzen beim Slalom in Lienz und bei der Abfahrt in Zauchensee auf. In den Speeddisziplinen fühlte sie sich jedoch unsicher und verbremste einige Rennen. Dafür fuhr sie beim Slalom fünfmal unter die besten zehn, wodurch sie in der Disziplinenwertung auf Platz acht kam.
Am 29. Dezember 2020 gewann Gisin beim Slalom am Semmering ihr erstes Weltcuprennen, exakt acht Jahre, nachdem sie am selben Ort ihr erstes Weltcuprennen bestritten hatte. Sie war damit die erste Schweizerin seit Marlies Oester im Jahr 2002, die einen Weltcupslalom gewinnen konnte. Im Laufe der Weltcupsaison 2020/21 errang sie in Kranjska Gora mit den Rängen drei und zwei an zwei aufeinanderfolgenden Tagen auch ihre ersten Podestplätze im Riesenslalom. Damit hatte sie Podestplätze in allen fünf Disziplinen erreicht, als erste Schweizerin seit Vreni Schneider.

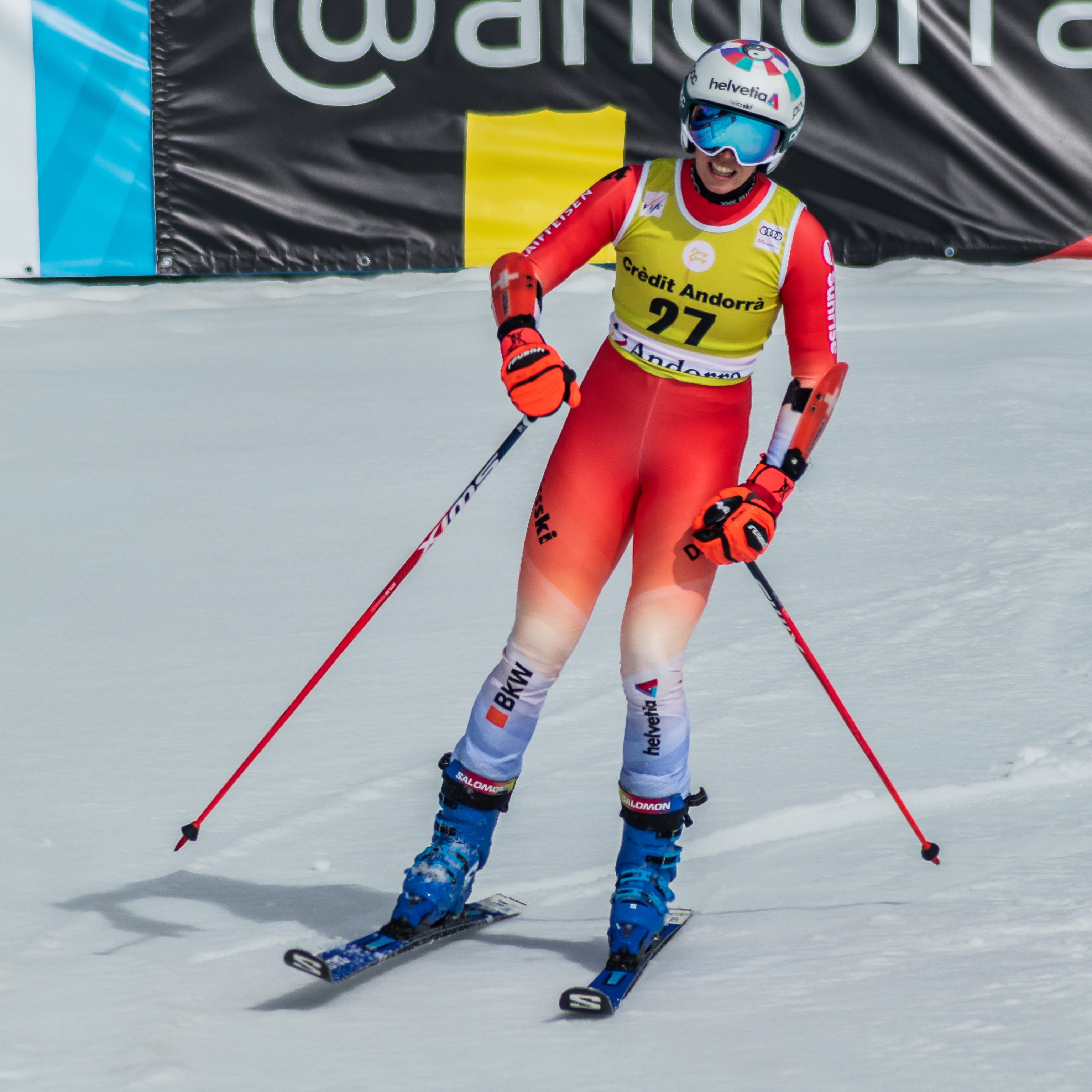
Michelle Gisin in Grandvalira (2023)

Gisins Vorbereitung auf die Saison 2021/22 erwies sich als sehr schwierig, da sie im Sommer und Herbst an Pfeiffer-Drüsenfieber erkrankt war und während dieser Zeit fast vollständig auf das Trainieren verzichten musste. Trotz dieses bedeutenden Handicaps konnte sie sich im Verlaufe des Winters kontinuierlich steigern und stand bereits Ende Dezember 2021 als Drittplatzierte des Riesenslaloms von Courchevel und des Slaloms von Lienz wieder zweimal auf dem Podest. Zwei weitere dritte Plätze kamen im Januar in der Abfahrt und im Super-G von Cortina d’Ampezzo hinzu. Bei den Olympischen Winterspielen 2022 in Peking gewann sie die Bronzemedaille im Super-G, ehe ihr in der Kombination die Wiederholung des Olympiasiegs gelang. Zwei weitere dritte Plätze im Weltcup kamen im Slalom von Åre und im Super-G von Courchevel hinzu.
Nachdem Gisin 14 Jahre lang mit Rossignol-Skis gefahren war, wechselte sie im Hinblick auf die Saison 2022/23 zu Salomon, da sie sich davon eine fahrerische Weiterentwicklung erhoffte. Der Wechsel zahlte sich zunächst jedoch nicht aus, denn über den gesamten Winter hatte sie grosse Mühe, die richtige Abstimmung zwischen Skis, Skischuhen und Bindungen zu finden – vor allem im Riesenslalom. Obwohl sie in sämtlichen Weltcuprennen an den Start ging, rutschte sie in der Gesamtwertung auf den 13. Platz ab. Es gelang ihr kein einziger Podestplatz, das beste Ergebnis war ein vierter Rang. Auch die Weltmeisterschaften 2023 in Méribel verliefen enttäuschend.
Am 14. Januar 2025 bestritt sie in Flachau ihren letzten Bewerb im Slalom und will sich künftig vor allem auf die Speed-Disziplinen fokussieren.

## Familie, Privates
Michelle Gisins ältere Schwester Dominique und ihr älterer Bruder Marc waren ebenfalls Skirennfahrer. Seit 2014 ist Gisin mit dem italienischen Skirennfahrer Luca De Aliprandini in einer Beziehung. Im Juni 2024 haben sie sich verlobt.

## Erfolge

### Olympische Spiele
- Sotschi 2014: 28. Slalom
- Pyeongchang 2018: 1. Alpine Kombination, 8. Abfahrt, 9. Super-G, 16. Slalom
- Peking 2022: 1. Alpine Kombination, 3. Super-G, 6. Slalom, 10. Riesenslalom

### Weltmeisterschaften
- Schladming 2013: 9. Teamwettbewerb, 26. Slalom
- Vail/Beaver Creek 2015: 4. Teamwettbewerb, 32. Riesenslalom
- St. Moritz 2017: 2. Alpine Kombination, 8. Abfahrt, 21. Slalom
- Cortina d’Ampezzo 2021: 3. Alpine Kombination, 5. Abfahrt, 8. Super-G, 11. Riesenslalom
- Méribel 2023: 6. Alpine Kombination, 10. Super-G, 28. Riesenslalom
- Saalbach-Hinterglemm 2025: 17. Super-G, 26. Riesenslalom

### Weltcup
- 2 Siege bei Mannschaftswettbewerben
- 21 Podestplätze in Einzelrennen, davon 1 Sieg:

| Datum             | Ort       | Land       | Disziplin |
| ----------------- | --------- | ---------- | --------- |
| 29. Dezember 2020 | Semmering | Österreich | Slalom    |

### Weltcupwertungen
| Saison  | Gesamt | Gesamt | Abfahrt | Abfahrt | Super-G | Super-G | Riesenslalom | Riesenslalom | Slalom | Slalom | Kombination | Kombination |
| Saison  | Platz  | Punkte | Platz   | Punkte  | Platz   | Punkte  | Platz        | Punkte       | Platz  | Punkte | Platz       | Punkte      |
| ------- | ------ | ------ | ------- | ------- | ------- | ------- | ------------ | ------------ | ------ | ------ | ----------- | ----------- |
| 2012/13 | 79.    | 39     | –       | –       | –       | –       | –            | –            | 35.    | 39     | –           | –           |
| 2013/14 | 82.    | 38     | –       | –       | –       | –       | –            | –            | 31.    | 38     | –           | –           |
| 2014/15 | 45.    | 144    | –       | –       | –       | –       | 38.          | 14           | 18.    | 130    | –           | –           |
| 2015/16 | 44.    | 207    | –       | –       | –       | –       | –            | –            | 14.    | 165    | 21.         | 42          |
| 2016/17 | 27.    | 324    | 28.     | 65      | 41.     | 14      | –            | –            | 16.    | 141    | 5.          | 104         |
| 2017/18 | 7.     | 868    | 6.      | 240     | 4.      | 313     | 50.          | 5            | 13.    | 201    | 2.          | 109         |
| 2018/19 | 16.    | 442    | 9.      | 207     | 24.     | 70      | 36.          | 22           | 14.    | 143    | –           | –           |
| 2019/20 | 8.     | 591    | 24.     | 98      | 17.     | 92      | 11.          | 142          | 8.     | 259    | 8.          | 50          |
| 2020/21 | 3.     | 1130   | 15.     | 143     | 13.     | 107     | 4.           | 389          | 4.     | 491    | –           | –           |
| 2021/22 | 5.     | 874    | 16.     | 184     | 12.     | 196     | 8.           | 247          | 7.     | 247    | –           | –           |
| 2022/23 | 13.    | 552    | 19.     | 140     | 9.      | 198     | 28.          | 61           | 18.    | 153    | –           | –           |
| 2023/24 | 8.     | 785    | 21.     | 116     | 14.     | 163     | 25.          | 88           | 4.     | 418    | –           | –           |

### Europacup
- Saison 2013/14: 1. Gesamtwertung, 1. Slalomwertung, 5. Super-Kombinations-Wertung
- 8 Podestplätze, davon 3 Siege:

| Nr. | Datum           | Ort                | Land       | Disziplin |
| --- | --------------- | ------------------ | ---------- | --------- |
| 1.  | 10. Januar 2014 | Melchsee-Frutt     | Schweiz    | Slalom    |
| 2.  | 21. Januar 2014 | Kirchberg in Tirol | Österreich | Slalom    |
| 3.  | 29. Januar 2014 | Sestriere          | Italien    | Slalom    |

### Juniorenweltmeisterschaften
- Québec 2013: 2. Slalom

### Weitere Erfolge
- 8 Siege in FIS-Rennen
- 1 Schweizer Juniorenmeistertitel: Super-Kombination 2012
- European Youth Olympic Festival 2009: 22. Riesenslalom, 21. Slalom
- je 1 Podestplatz im Australia New Zealand Cup und im South American Cup